# Wednesday (phim truyền hình)
Wednesday là một bộ phim truyền hình thể loại kinh dị, hài và siêu nhiên dành cho tuổi mới lớn của Mỹ dựa trên nhân vật Wednesday của Gia đình Addams. Bộ phim do Alfred Gough và Miles Millar đồng sáng tạo, với sự tham gia diễn xuất của Jenna Ortega trong vai nhân vật chính Wednesday, cùng các nhân vật phụ bao gồm Catherine Zeta-Jones, Luis Guzmán, Isaac Ordonez, Gwendoline Christie, Riki Lindhome, Jamie McShane, Fred Armisen và Christina Ricci. Tim Burton đảm nhiệm vai trò đạo diễn trong bốn trên tổng số tám tập phim, và đồng thời còn làm giám đốc sản xuất cho loạt phim. Wednesday là câu chuyện xoay quanh nhân vật cùng tên và quá trình đi tìm lời giải cho bí ẩn về con quái vật ở học viện Nevermore, nơi cô đang theo học.
Đạo diễn Tim Burton từng góp mặt trong hai dự án xoay quanh các nhân vật trong Gia đình Addams trước đây, bao gồm phim điện ảnh The Addams Family năm 1991, bộ phim mà sau đó ông đã từ bỏ vai trò đạo diễn; cùng một bộ phim hoạt hình bị hủy bỏ. Vào tháng 10 năm 2020, Burton khởi động dự án làm phim. Bộ phim khởi quay tại Romania từ ngày 13 tháng 9 năm 2021 đến ngày 30 tháng 3 năm 2022.
Wednesday được công chiếu vào ngày 16 tháng 11 năm 2022 và được phát hành trên nền tảng Netflix vào ngày 23 tháng 11 cùng năm. Bộ phim nhận được nhiều đánh giá tích cực từ các nhà phê bình, chủ yếu dành cho màn trình diễn ấn tượng của Jenna Ortega. Chỉ trong vòng hai tuần sau khi phát hành, Wednesday đã trở thành loạt phim tiếng Anh được xem nhiều thứ ba trên Netflix.

## Nội dung phim
Phim bắt đầu khi Wednesday Addams (Jenna Ortega) thực hiện cuộc trả thù dã man đối với những kẻ đã bắt nạt Pugsley em trai của cô ấy, cùng lời cảnh báo ngoài cô thì không ai được bắt nạt em mình. Hành động này khiến cô bị đuổi học và bố mẹ của cô, Gomez (Luiz Guzman) và Morticia (Catherine Zeta-Jones) đã cố gắng để gửi cô đến Học viện Nevermore, ngôi trường mà cả hai từng học và gặp gỡ nhau trước đây.
Ban đầu Wednesday phản kháng và lập kế hoạch bỏ trốn khỏi đó. Tuy nhiên khi chứng kiến những cái chết kỳ lạ tại thị trấn này và bản thân bị cuốn vào đó, cô nàng đã quyết định ở lại để tìm ra sự thật. Từ đó cô nàng cũng dần trở nên hòa nhập hơn khi quen biết với những người bạn mới ở đây.
Thông qua nhân vật Wednesday Addams, loạt phim không chỉ kể một câu chuyện bí ẩn, kinh dị siêu nhiên xoay quanh những cái chết đáng ngờ đang diễn ra trong thị trấn, mà còn đan xen những câu chuyện học đường của những cô cậu bé thanh thiếu niên. Rất nhiều những câu chuyện về việc tìm kiếm cái tôi của bản thân, sự hòa nhập với những người bạn, các cuộc thi, các câu lạc bộ, vũ hội tại trường, tình yêu và sự cạnh tranh tại trường trung học…

## Diễn viên
Diễn viên chính:
- Jenna Ortega trong vai Wednesday Addams: một cô gái sở hữu siêu năng lực ngoại cảm. Cô được gửi đến học viện Nevermore vì đã thả cá piranha vào bể bơi để trả đũa một nhóm thanh niên đã bắt nạt em trai của cô. Đồng thời, Jenna cũng thủ vai Goody Addams, tổ tiên của Wednesday, người mà cô đã nhìn thấy trong siêu năng lực của mình.
- Karina Varadi trong vai Wednesday hồi nhỏ.
- Gwendoline Christie trong vai hiệu trưởng Larissa Weems: bà là hiệu trưởng của học viện Nevermore và là bạn học cũ cùng phòng với mẹ của Wednesday.
- Oliver Wickham trong vai hiệu trưởng Weems thời trẻ.
- Riki Lindhome trong vai Valerie Kinbott: cô là bác sĩ tâm lý trị liệu cho Wednesday.
- Jamie McShane trong vai Donovan Galpin: cảnh sát trưởng của thị trấn Jericho, người luôn nghi ngờ về học viện Nevermore đặc biệt là Wednesday.
- Ben Wilson trong vai Donovan Galpin thời trẻ.
- Hunter Doohan trong vai Tyler Galpin: một nhân viên pha chế tại một quán cà phê địa phương và là con trai của cảnh sát trưởng Galpin. Đến cuối phim tiết lộ rằng anh chính là con quái vật Hyde trong những vụ án gần đây.
- Percy Hynes White trong vai Xavier Thorpe: một học sinh của Nevermore, người có khả năng biến nghệ thuật của mình trở nên sống động. Anh luôn tin vào những gì mà Wednesday nói khi gặp ảo giác mặc dù lúc đó mọi người không ai tin cô.
- Emma Myers trong vai Enid Sinclair: học sinh của học viện Nevermore, bạn cùng phòng với Wednesday. Cô đã cố gắng trở thành bạn thân với Wednesday bất chấp sự thiếu quan tâm của cô.
- Joy Sunday trong vai Bianca Barclay: là một học sinh xuất sắc ở Nevermore, cô là bạn gái cũ của Xavier.
- Georgie Farmer trong vai Ajax Petropolus: một học sinh với cái đầu rắn ở Nevermore, người yêu của Enid.
- Naomi J. Ogawa trong vai Yoko Tanaka: một ma cà rồng và là học sinh của Học viện Nevermore
- Christina Ricci trong vai Marilyn Thornhill: một giáo viên sinh học thực vật tại Nevermore, cô trực thuộc thế hệ của Joseph Crackstone, một lòng muốn diệt trừ người ngoại lai. Cô đã từng đóng vai chính Wednesday Addams trong phim gia đình Addams năm 1991.
- Moosa Mostafa trong vai Eugene Otinger: một học sinh của Nevermore, người có khả năng điều khiển loài ong.

Diễn viên phụ
- Victor Dorobantu trong vai Thing: một bàn tay quái gở có tri giác và là họ hàng của Wednesday, người được cha mẹ của Wednesday gửi đến để trông chừng cô ấy tại Học viện Nevermore.
- Luyanda Unati Lewis-Nyawo trong vai Ritchie Santiago: phó cảnh sát trưởng Galpin.
- Tommy Earl Jenkins trong vai Noble Walker: thị trưởng và là cựu cảnh sát trưởng của Jericho.
- Ismail Kesu trong vai Noble Walker thời trẻ.
- Iman Marson trong vai Lucas Walker, con trai của Noble Walker, người trong nhóm thường xuyên gây rối cho Wednesday.

Diễn viên khách mời
- Isaac Ordonez trong vai Pugsley Addams , em trai của Wednesday.
- Catherine Zeta-Jones trong vai Morticia Addams: mẹ của Wednesday, người đã theo học Học viện Nevermore khi bà còn nhỏ và sở hữu siêu năng lực tương tự như con gái bà.
- Gwen Jones trong vai Morticia Addams thời trẻ.
- Luis Guzwmán trong vai Gomez Addams: bố của Wednesday, người bị tình nghi là hung thủ giết người.
- Lucius Hoyos trong vai Gomez Addams thời trẻ.
- George Burcea trong vai Lurch: quản gia của gia đình Addams[3].
- William Houston trong vai Joseph Crackstone: tổ tiên của thị trấn Jericho, người luôn muốn giết tất cả những kẻ ngoại lai.
- Calum Ross trong vai Rowan Laslow: một học sinh của Nevermore, người sở hữu sức mạnh thần giao cách cảm và gây rắc rối cho Wednesday.
- Fred Armisen trong vai Fester Addams: bác của Wednesday và là anh trai của Gomez, có khả năng tạo ra điện từ đôi tay của mình.
- Amanda Drew trong vai Esther Sinclair: mẹ của Enid.
- Ryan Ellsworth trong vai Murray Sinclair: bố của Enid.
- Nitin Ganatra trong vai tiến sĩ Anwar: người hành nghề thế chấp làm việc tại nhà xác vào hôm Wednesday và Bàn Tay đột nhập.

## Các tập phim
Mùa 1
Tập 1: Đứa trẻ thứ Tư đầy tai ương
Một trò chơi khăm tai quái ngon miệng khiến Wednesday bị đuổi học. Bố mẹ cô liền đưa con gái đến Học viện Nevermore, ngôi trường nội trú nơi tình yêu của họ đâm chồi.
Tập 2: Người cô độc nhất
Cảnh sát trưởng hỏi Wednesday về những chuyện kỳ lạ xảy ra đêm trước. Sau đó, Wednesday đối mặt với một đối thủ hung tợn trong cuộc đua Poe Cup khốc liệt.
Tập 3: Bạn hay thù
Wednesday tình cờ gặp một hội kín. Trong ngày Kết nối Cộng đồng, những kẻ ngoại lai ở Nevermore hòa nhập với người thường của Jericho trong Pilgrim World. Ai ăn bánh fudge không?
Tập 4: Đêm đáng nhớ
Wednesday rủ Xavier cùng tới vũ hội Rave'N, khiến Tyler nổi lòng ghen – nhưng Bàn Tay có một ý tưởng. Trong lúc này, Eugene theo dõi cái hang.
Tập 5: Nhân nào quả nấy
Trong Cuối tuần Phụ huynh, Wednesday đào sâu quá khứ của gia đình – và vô tình khiến bố mình bị bắt. Enid cảm thấy áp lực khi phải "hóa sói".
Tập 6: Có qua có lại
Bạn bè tổ chức cho Wednesday một bữa tiệc sinh nhật bất ngờ. Họ có ý tốt... nhưng cô bé thà đánh dấu sự kiện đau khổ này bằng cách điều tra các vụ giết người.
Tập 7: Nếu đến giờ cậu vẫn chưa khiến tôi ấn tượng
Bác Fester lập dị ghé thăm và chia sẻ giả thuyết của mình về con quái vật. Wednesday bất đắc dĩ đồng ý hẹn hò với Tyler tại hầm mộ Crackstone.
Tập 8: Bầy quạ chết chóc
Wednesday gặp rắc rối với hiệu trưởng Weems, nhưng đó mới chỉ là khởi đầu cho những rắc rối của cô. Để đối đầu với một ác nhân cổ xưa, cô sẽ cần sự giúp đỡ của tất cả bạn bè.